# Pro Patria et Libertate Unione degli Sports Bustesi 1932-1933
Questa voce raccoglie le informazioni riguardanti la Pro Patria et Libertate nelle competizioni ufficiali della stagione 1932-1933.

## Stagione
Nella stagione 1932-1933 la Pro Patria ha disputato il campionato di Serie A. Con 21 punti ha ottenuto l'ultimo posto e dopo sei stagioni nella massima serie è retrocessa in Serie B con il Bari. Anche un cambio di allenatore a metà campionato non riuscirà a risollevare le sorti, con il magiaro Pál Szalay che solleva Leopoldo Conti dall'incarico. Con 10 reti miglior marcatore stagionale è stato Italo Rossi, discreto anche il bottino di Natale Masera autore di 8 reti, non sufficienti ad evitare l'amaro epilogo.
In vista della partita internazionale Svizzera-Italia (0-3) che si è disputata a Ginevra il 2 aprile, il 30 marzo 1933 la Pro Patria disputa una amichevole di allenamento con gli azzurri di Vittorio Pozzo perdendolo (6-0), per i bustocchi una delle poche soddisfazioni, in una stagione decisamente negativa.

## Rosa
| N. |                   | Ruolo | Calciatore        |
| -- | ----------------- | ----- | ----------------- |
|    | Italia (bandiera) | P     | Gaetano Colombo   |
|    | Italia (bandiera) | P     | Carlo Lucchini    |
|    | Italia (bandiera) | P     | Giovanni De Carli |
|    | Italia (bandiera) | D     | Alfredo Monza     |
|    | Italia (bandiera) | D     | Aldo Borsani      |
|    | Italia (bandiera) | D     | Paolo Agosteo     |
|    | Italia (bandiera) | D     | Giuseppe Arnoldi  |
|    | Italia (bandiera) | D     | Pio Mara          |
|    | Italia (bandiera) | D     | Angelo Albertoni  |
|    | Italia (bandiera) | D     | Attilio Fizzotti  |
|    | Italia (bandiera) | C     | Angelo Giani      |

| N. |                   | Ruolo | Calciatore        |
| -- | ----------------- | ----- | ----------------- |
|    | Italia (bandiera) | C     | Gastone Cazzaniga |
|    | Italia (bandiera) | A     | Benedetto Stella  |
|    | Italia (bandiera) | A     | Mario Loetti      |
|    | Italia (bandiera) | A     | Italo Rossi       |
|    | Italia (bandiera) | A     | Adolfo Dusi       |
|    | Italia (bandiera) | A     | Mario Dalfini     |
|    | Italia (bandiera) | A     | Natale Masera     |
|    | Italia (bandiera) | A     | Leopoldo Conti    |
|    | Italia (bandiera) | A     | Carlo Azzimonti   |
|    | Italia (bandiera) | A     | Pierino Luraghi   |

## Risultati

### Serie A

#### Girone di andata
| Arbitro: | Scotto (Savona) |

|                                                           |           |                       |
| Meazza 5’, 41’, 89’ Frione 27’ Demaria I 55’ Levratto 90’ | Marcatori | 17’ Azimonti 35’ Dusi |

| Arbitro: | Scarpi (Dolo) |

|                                            |           |                                                 |
| Bacigalupo 54’ (aut.) Dalfini 83’ Dusi 84’ | Marcatori | 45’ Esposto 46’ Ferrari 47’ Mazzoni 59’ Stábile |

| Arbitro: | Corradini (Bologna) |

|             |           |  |
| Cattaneo 3’ | Marcatori |  |

| Arbitro: | Zorzi (Venezia) |

|                                  |           |                 |
| Celoria 53’, 64’ Migliavacca 77’ | Marcatori | 14’, 76’ Masera |

| Arbitro: | Mastellari (Bologna) |

|                                    |           |            |
| Rossi I 6’, 73’ Agosteo 32’ (rig.) | Marcatori | 12’ Romani |

| Arbitro: | Bonivento (Venezia) |

|                          |           |  |
| Munerati 29’ Ferrari 82’ | Marcatori |  |

| Arbitro: | Dani (Genova) |

|            |           |  |
| Masera 20’ | Marcatori |  |

| Arbitro: | Mastellari (Bologna) |

|                             |           |             |
| Fantoni II 4’ Fantoni I 81’ | Marcatori | 68’ Rossi I |

| Arbitro: | Melandri (Genova) |

|            |           |                             |
| Masera 85’ | Marcatori | 68’ (rig.) Loschi 69’ Baldi |

| Arbitro: | Carraro (Padova) |

|            |           |                              |
| Loetti 75’ | Marcatori | 10’, 50’ Volk 86’ Costantino |

| Arbitro: | Mazza (Genova) |

|                                    |           |           |
| Sallustro I 52’ Vojak I 72’ (rig.) | Marcatori | 1’ Masera |

| Arbitro: | Mattea (Torino) |

|                       |           |            |
| Chiecchi III 34’, 58’ | Marcatori | 86’ Loetti |

| Arbitro: | Gonani (Ravenna) |

|        |           |  |
| Masera | Marcatori |  |

| Arbitro: | Mastellari (Bologna) |

|             |           |              |
| Rossi I 60’ | Marcatori | 12’ Rossetti |

| Arbitro: | Beretta (Novi Ligure) |

|                                                      |           |            |
| Schiavio 35’, 48’, 62’, 74’ Ottani 37’ Reguzzoni 68’ | Marcatori | 81’ Loetti |

| Arbitro: | Ciamberlini (Genova) |

|            |           |                                |
| Stella 75’ | Marcatori | 22’ Petrone 57’ (aut.) Borsani |

| Arbitro: | Scorzoni (Bologna) |

|                                |           |  |
| Rossini 17’ Marchionneschi 35’ | Marcatori |  |

#### Girone di ritorno
| Busto Arsizio 19 febbraio 1933 18ª giornata | Pro Patria    | 0 – 0 | Ambrosiana-Inter | Stadio Comunale\| Arbitro: \| Dani (Genova) \| |
| Arbitro:                                    | Dani (Genova) |       |                  |                                                |

| Arbitro: | Bonivento (Venezia) |

|               |           |            |
| Ganduglia 20’ | Marcatori | 70’ Masera |

| Arbitro: | Bevilacqua (Viareggio) |

|                       |           |             |
| Masera 1’ Dalfini 12’ | Marcatori | 83’ Borelli |

| Arbitro: | Dani (Genova) |

|                                                     |           |             |
| Dalfini 25’, 32’ Rossi I 52’ Loetti 65’ Dalfini 84’ | Marcatori | 17’ Chiappo |

| Arbitro: | Bonivento (Venezia) |

|                                               |           |  |
| Cattaneo 13’ Romani 61’, 68’, 76’ Moretti 87’ | Marcatori |  |

| Arbitro: | Scorzoni (Bologna) |

|  |           |                   |
|  | Marcatori | 16’, 83’ Borel II |

| Arbitro: | Mastellari (Bologna) |

|                                                    |           |            |
| Bettini I 13’ Baldo 39’ Busini I 75’ Perazzolo 85’ | Marcatori | 70’ Loetti |

| Arbitro: | Bevilacqua (Viareggio) |

|                  |           |                                         |
| Rossi I 34’, 74’ | Marcatori | 25’ Gabriotti 55’ Fantoni I 81’ Demaría |

| Arbitro: | Beretta (Novi Ligure) |

|                               |           |                           |
| Palumbo 36’ Colaussi 59’, 65’ | Marcatori | 49’, 75’ (rig.) Cazzaniga |

| Arbitro: | Bonivento (Venezia) |

|                |           |             |
| Costantino 42’ | Marcatori | 38’ Dalfini |

| Arbitro: | Dani (Genova) |

|                   |           |  |
| Azimonti 22’, 34’ | Marcatori |  |

| Arbitro: | Dattilo (Roma) |

|                     |           |                                        |
| Stella 75’ Dusi 85’ | Marcatori | 18’ Ruffino 35’ Radice 60’ Banchero II |

| Arbitro: | Scorzoni (Bologna) |

|  |           |                        |
|  | Marcatori | 11’ Stella 56’ Rossi I |

| Arbitro: | Dani (Genova) |

|                                      |           |              |
| Castellani 33’ Busoni 40’ Silano 42’ | Marcatori | 32’ Azimonti |

| Arbitro: | Bevilacqua (Viareggio) |

|                                    |           |                              |
| Borsani 25’ Loetti 57’ Rossi I 60’ | Marcatori | 12’ 48’ Schiavio 71’ Biavati |

| Arbitro: | Gonani (Ravenna) |

|             |           |  |
| Borel I 16’ | Marcatori |  |

| Arbitro: | Scorzoni (Bologna) |

|                               |           |                    |
| Rossi I 29’ Stella 75’ (rig.) | Marcatori | 84’ Marchionneschi |

## Statistiche

### Statistiche di squadra
| Competizione | Punti | In casa | In casa | In casa | In casa | In casa | In casa | In trasferta | In trasferta | In trasferta | In trasferta | In trasferta | In trasferta | Totale | Totale | Totale | Totale | Totale | Totale | DR  |
| Competizione | Punti | G       | V       | N       | P       | Gf      | Gs      | G            | V            | N            | P            | Gf           | Gs           | G      | V      | N      | P      | Gf     | Gs     | DR  |
| ------------ | ----- | ------- | ------- | ------- | ------- | ------- | ------- | ------------ | ------------ | ------------ | ------------ | ------------ | ------------ | ------ | ------ | ------ | ------ | ------ | ------ | --- |
| Serie A      | 21    | 17      | 7       | 3       | 7       | 30      | 27      | 17           | 1            | 2            | 14           | 16           | 44           | 34     | 8      | 5      | 21     | 46     | 71     | -25 |

### Statistiche dei giocatori
| Giocatore       | Serie A  | Serie A |
| Giocatore       | Presenze | Reti    |
| --------------- | -------- | ------- |
| P. Agosteo      | 25       | 1       |
| A. Albertoni    | 7        | 0       |
| G. Arnoldi      | 21       | 0       |
| C. Azzimonti    | 11       | 4       |
| A. Borsani      | 27       | 1       |
| G. Cazzaniga    | 8        | 2       |
| G. Colombo (II) | 29       | -53     |
| L. Conti        | 16       | 0       |
| M. Dalfini      | 22       | 6       |
| G. De Carli     | 2        | -10     |
| A. Dusi         | 25       | 3       |
| A. Fizzotti     | 3        | 0       |
| A. Giani        | 24       | 0       |
| M. Loetti       | 31       | 6       |
| C. Lucchini     | 3        | -8      |
| P. Luraghi      | 1        | 0       |
| P. Mara         | 12       | 0       |
| N. Masera       | 19       | 8       |
| A. Monza (II)   | 29       | 0       |
| I. Rossi (I)    | 26       | 10      |
| B. Stella       | 33       | 4       |